# 正露丸

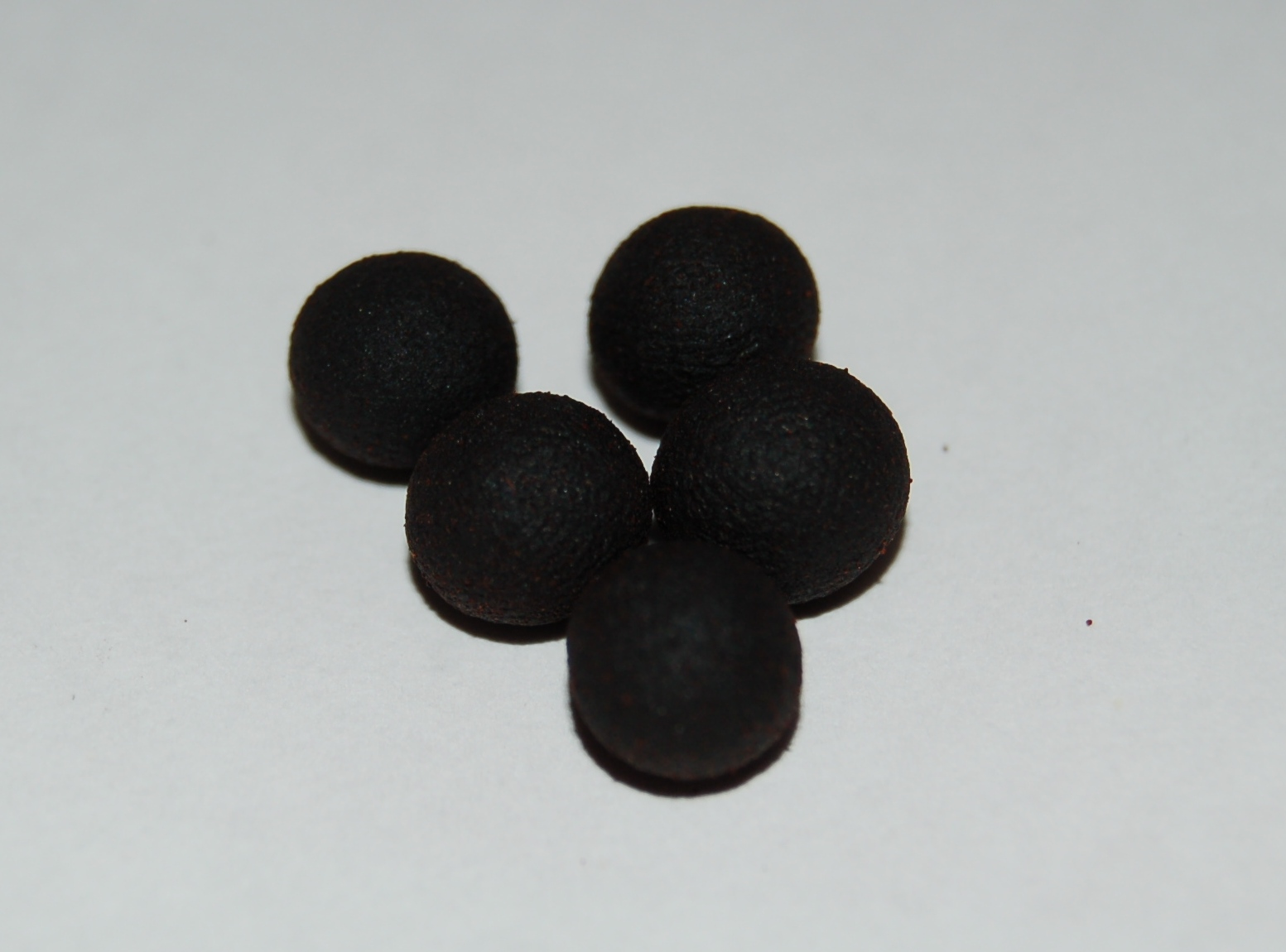
正露丸

正露丸（せいろがん）は医薬品であり、木クレオソート（別名日局クレオソート）を主成分とした胃腸薬（止瀉薬）である。旧称は『征露丸』。

## 概要
日局木クレオソート（にっきょく・もくクレオソート）を主成分とする一般用医薬品。製造するメーカーや製品によって、多少の配合の違いがある。伝統的には丸剤であるが、その匂いを抑えたり速効性を狙った製剤として、糖衣錠や軟カプセル剤も製品化されている。
「正露丸」の名称について大幸薬品が商標登録を申請（1954年）し、一度は登録されたが、その後、すでに普通名称化しているとして商標権無効の判決が1974年と2008年の二度にわたり最高裁で確定した。
現在、和泉薬品工業（1923年創業）、富士薬品（1930年創業）、大阪医薬品工業、本草製薬、日本医薬品製造、キョクトウ、大幸薬品（1946年創業）など、様々な会社が「正露丸」を商品名として使用している。なお、常盤薬品工業もかつては販売していたが、既に『正露丸』の製造・販売を取り止めている。
パッケージの色調・デザインは各メーカーともほぼ共通しており、多くはオレンジ色の箱で中央に赤字で「正露丸」と縦書きで、名称の上に各メーカー独自のロゴマークが付いている。マークは大幸薬品は喇叭マーク、和泉薬品工業は瓢箪マーク、本草製薬は「本草」の字が入ったロゴマーク、キョクトウは打出小槌マークや堤太鼓マーク、日本薬剤は王冠マーク、など。この他にも多数ある。なお、日本医薬品製造のみ「征露丸」表記である。また、携帯用や糖衣錠などは「セイロガン」とカタカナ書きの物もある。
胃腸薬、保健常備薬、整腸剤、止瀉薬など、品目カテゴリは各メーカーによって差異がある。

## CMソング（大幸薬品）
大幸薬品が正露丸のCMで使用しているラッパ曲は、大日本帝国陸軍で信号ラッパを用いて伝達用に吹奏されていた「喇叭（らっぱ）譜・食事」である（通称・食事ラッパ）。これは、自衛隊で用いられている須摩洋朔が作曲したラッパ曲「食事」とは異なる。
商標法の改正によって従来登録が不可能だった「音」についても商標登録が可能となったことから、2015年4月1日に大幸薬品はCMで用いているラッパ曲を商標登録出願し、2017年10月6日に登録された（第5985746号）。

## 性質
「効能」は以下の通りである。
1. 軟便、下痢、食あたり、水あたり、はき下し、くだり腹、消化不良による下痢[8]
2. おもに胃や腸の調子を整える
3. 歯髄炎による虫歯の痛み
大幸薬品社製の場合[9]。他の会社から販売している正露丸では効能として謳ってない場合もある[10][11]。

第二次世界大戦前の日本では結核や虚弱体質などにも効果があるとされ、いわゆる万能薬として用いられていたようである。
主成分である木クレオソートにアニサキスの活動を抑える効果があるとして、大幸薬品が2014年に特許を取得しているが、薬機法上の効能としては認められていない。2021年7月に「Open Journal of Pharmacology and Pharmacotherapeutics」に掲載された高知大学理工学部の研究によると、トリパンブルー染色液を用いた生死判定により、正露丸溶液にアニサキスの殺虫効果が確認された。
2025年6月19日、大幸薬品は、正露丸の主成分「木クレオソート」が食中毒の原因となる寄生虫アニサキスの運動を抑制する効果があることを、マウスによる実験で確認したと発表した。

## 成分
成分・分量（成人1日量中・配合はメーカーによって多少の差異がある）。
大幸薬品社製『正露丸』の例
主成分
- 日局木クレオソート：400mg
- 日局アセンヤク末：200mg
- 日局オウバク末：300mg
- 日局カンゾウ末：150mg
- 陳皮末：100mg

添加物
- ケイヒ
- CMC-Ca
- グリセリン

和泉薬品工業社製『イヅミ 正露丸』の例
主成分
- 日局クレオソート：275mg
- 日局ロートエキス：19.8mg※
- 日局ケイヒ末：49.5mg
- 日局オウバク末：99mg
- 日局カンゾウ末：165mg
- 陳皮末：105mg

添加物
- 炭酸水素ナトリウム
- グリセリン
- コムギデンプン

松本製薬工業社製『松葉 正露丸』の例
主成分
- 日局クレオソート：400mg
- 日局オウバク末：150mg
- 日局カンゾウ末：250mg
- 日局ケイヒ末：100mg
- 日局ゲンチアナ末：100mg
- 日局チンピ末：100mg

添加物
- グリセリン
- コメデンプン

日本医薬品製造社製『元祖 征露丸』の例
主成分
- 日局クレオソート：250mg
- 日局ゲンノショウコ末：350mg
- 日局ケイヒ末：500mg
- トウヒ末：300mg
- 日局カンゾウ末：500mg

添加物
- グリセリン
- バレイショデンプン

陳皮末といった生薬の配合には、それ自体の薬効だけでなく、止瀉作用に関わる薬効成分グアイアコール（木クレオソートに含有）の溶出を緩やかにし、止瀉作用の持続性をもたらす機能があると考えられている。
※ ロートエキスと緑内障については緑内障の項を確認のこと。

## 歴史

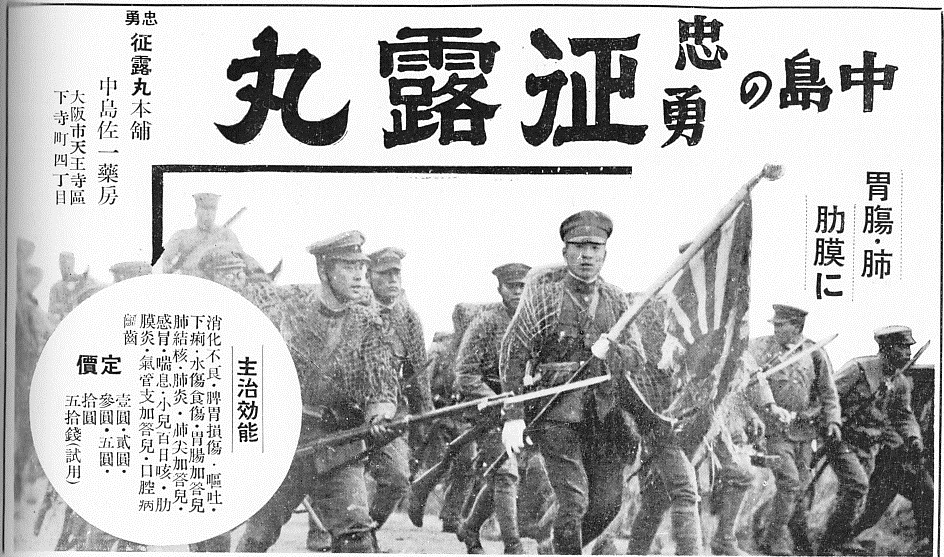
1930年代の征露丸の広告、大日本帝国陸軍の演習風景写真を用いている

正露丸の主成分である木クレオソートは、1830年にドイツ人化学者カール・ライヘンバッハがヨーロッパブナの木から蒸留し精製したことに起源がある。当初は化膿傷の治療に用いられ、後に防腐剤として食肉の保存などに使用され、更に殺菌効果を期待して胃腸疾患に内服されるようになった。
オランダ薬物の輸入をしていた長崎の薬種問屋村上家の記録によると、「ケレヲソート」として1839年より取扱いを始めている。
1902年（明治35年）、中島佐一が「忠勇征露丸」の「売薬営業免許の証」を大阪府から取得し製造販売をした（これは大幸薬品による見解であり、シャルコ アンナが確認したところでは、確かな証拠は得られずに、免許取得は明治40年と記載した文書を見つけている）。
1903年、陸軍軍医学校教官の戸塚機知三等軍医正は、クレオソートを内服した者の便中から培養した大腸菌が腸チフスを抑制する効果を持つことを発見する
。
陸軍省『明治三十七八年戦役陸軍衛生史 第5巻 第1冊』の記録によれば、戸塚が発見したクレオソートの効果を知った野戦衛生長官が消化器に関する伝染病予防として征露丸と名付けて支給し服用するように命じたとある。大本営陸軍部野戦衛生長官であった陸軍軍医の小池正直本人も、日露戦争において、腸に付く伝染病（腸チフス、赤痢等）の予防のために征露丸を導入した、と述べている。しかし、征露丸に応用実績はなく、また、臭気などにより嫌われ、服用しないものもいた。確かな統計が得られておらず、伝染病に対する征露丸の効果ははっきりしていない。
その一方で、胃腸を強健にする効果が認められて服用が推奨された。例えば、『水沢市史 4 (近代 1)』では、水沢藩家老の養子で姫路第十師団軍医部長として日露戦争に従軍していた中目成一が奉天会戦中に下痢に悩まされていた兵士達にクレオソート丸の服用を命じ、その効果を満州軍総司令部に意見具申し、作戦会議で認められ、大山司令官の命令によって攻囲軍全員にクレオソート丸の服用が行われたことが書かれている。
征露丸の陸軍への導入に関して、脚気菌説を有力視していた陸軍軍医の森鴎外らが脚気に対する効果も期待したが効果がなかった、との説がある。マッカーサーは『マッカーサー回想記　＜上＞』において、軍医が予防薬を入れた小さい缶に「脚気予防のため一回一錠ずつ日に3度服用」と書いて兵士たちに与えたが兵士たちは口に入れても吐き出してしまうので「陛下のご希望により」と書いたところ服用されるようになったという日露戦争での日本軍の出来事を書いている。
一方で、ハワード・ハンドルマンは『マ元帥と征露丸』という記事において、この出来事を赤痢予防の丸薬として紹介しており、この丸薬は征露丸と呼ばれたと書いている
。マッカーサーの回想記は、84才で書かれたものであり、事実の間違いが多く、見てきていない日露戦争を見てきたかのように書いているなどの指摘がなされている。
征露丸の止瀉作用や歯髄鎮痛効果は、日露戦争から帰還した軍人たちの体験談として多少の誇張も交えて伝えられた。また、戦勝ムードの中で命名の妙も手伝い、「ロシアを倒した万能薬」は多くのメーカーから競い合うように製造販売され、日本独自の国民薬として普及していった。
1946年、大幸薬品は、忠勇征露丸の製造・販売を中島佐一薬房から引き継いだ。
1949年、国際信義上、ロシアを「征」するとの字を使うことは好ましくないとの行政指導があり、「征露丸」は「正露丸」と改められた。この際、「忠勇征露丸」は「中島正露丸」に名前を変えている。日本医薬品製造だけは、「征露丸」の名前のままとした。
1954年、大幸薬品は「中島正露丸」を「正露丸」と名前を変えた。
2021年11月現在、日本医薬品製造では取扱製品一覧の中に征露丸を記載しているが、諸般の事情により、製造・販売休止中となっている。

## 知的財産権を巡る紛争

### 商標登録と審決取消請求事件
1954年に、業界第一位で中島佐一の「忠勇征露丸」製造販売権を継承する大幸薬品（大阪府吹田市）が「正露丸（セイロガン）」の名称の独占的使用権を主張し、商標登録を行った。これに対して、クレオソートの製法を独自開発し、物資不足の第二次大戦中も軍に征露丸の納入を続けた和泉薬品工業などが反発し、1955年4月に特許庁に無効審判を請求。しかし、特許庁が1960年4月に申立不成立（つまりは登録維持）の審決を下したことから、東京高等裁判所に審決取消訴訟を提起。東京高裁は1971年9月に「『正露丸』の語、おそらく本件商標登録当時、クレオソートを主材とした整腸剤の一般的な名称として国民に認識されていたものというべき」と判断し、特許庁が下した審決を取り消す旨の判決を下した。この判決は1974年3月に最高裁で確定した。
この判決を受け、特許庁は1975年10月、「正露丸（セイロガン）」の登録無効の審決をし、この商標は無効となったものの、セイロガンの振り仮名のない「正露丸」の商標は現在も大幸薬品が保有している（1959年12月登録、登録番号第545984号）。
上記最高裁判決にもかかわらず当該商標登録が存続している事情は明らかではないものの、商標登録は判決によって自動的に取り消しとなるのではなく、改めて特許庁に審判請求を行う必要がある。しかし、例えば、上記判決により正露丸商標が普通名称化したことが判示され、商標法第26条第2号の規定により商標権の効力が及ばないことが明らかとなって所期の目的が達成されたため、敢えて権利を無効化するための審判請求を行わなかったこと等が考えられる。いずれにせよ、他社がクレオソート剤を正露丸の名で販売しても本商標権の効力は及ばず、権利侵害にはあたらない。ただし、#不正競争行為差止等請求事件に記載の通り、今後の状況の変化により、再び出所表示機能を獲得し普通名称ではないと判断される可能性はある。「アスピリン」などと同様に、いわゆるパブリック・ドメインとしての地位が確立された、数少ない医薬品のひとつといえる。

### 不正競争行為差止等請求事件
2005年11月に、パッケージが類似した商品を販売することが不正競争防止法2条1項1号又は2号の不正競争行為に該当すること、及び、「正露丸」商標の使用が商標権侵害に該当することを理由に、大幸薬品が和泉薬品工業を相手取って、製造販売の差し止め、及び、損害賠償を求める裁判を大阪地方裁判所に起こした（平成17年（ワ）第11663号）。2006年7月27日、大阪地裁は請求を棄却。大幸薬品はこれを不服として、同年8月7日、大阪高等裁判所に控訴したが、大阪高裁も一審判決を支持。さらに上告したものの、2008年7月4日に最高裁第2小法廷で上告不受理となり、敗訴が確定した。
この判決では、正露丸が普通名称であることが再確認された。ただし、判決においては「ある表示が普通名称であるか否かは，もっぱら需要者（取引者及び一般消費者）の認識に関する問題であるといえるから，ある時期において普通名称であるとされた表示であっても、その後の取引の実情の変化により特定の商品を指称するものとして需要者に認識され，出所表示機能を有するに至る場合があり得ないわけではないというべきである。」として、一度普通名称化したと判断されてとしても、取引の実情の変化によって、再度出所表示機能を獲得する可能性がありうることを認めた。そして、判決では「正露丸」という語が、取引の実情の変化により出所表示機能を獲得し、大幸薬品の商品表示を指称するものとして一般消費者に認識されるに至ったかどうかが検討されている。

## 誤認混同に対する論議
正露丸の主薬として用いられている「木クレオソート（日局木クレオソート）」は、古くはクレオソートの名称で知られ、日本薬局方の初版から収載されていたが、第十五改正第一追補より、木クレオソートを正式名称とし、クレオソートは別名となった。また、第十五改正第二追補において、製法・成分の異なる石炭由来で多環芳香族炭化水素であるベンツピレンなどの発癌性物質を含有するクレオソート油と区別された。現在では、「日局」をつけて「日局木クレオソート」と呼ばれている。
このように名称が分けられた原因としては、過去のクレオソートに関する論争がある。
雑誌週刊金曜日連載の商品の安全性に関するコラムをまとめたブックレット「買ってはいけない（1999年刊行）」の中で、木クレオソートとクレオソート油を混同したまま「枕木や電柱に使われる防腐剤を医薬品に用いるのか」と工業用クレオソート油のもつ毒性で正露丸に対する中傷が行われた。
これに対して名指しで批判された代表的な正露丸メーカーである大幸薬品は、正露丸に使われる木クレオソートと防腐剤などに使われる工業用クレオソートが根本的に違うことを示し、内容の訂正と出版された本の回収を求める事態となった。
この指摘に対して週刊金曜日上において、以下の内容の訂正記事が掲載された。
しかし三好基晴は、「木クレオソートだから安全とも言えません」と全面的な撤回はせず、その後に発行された第16刷でも「植物性だからといって安全とは言えない。クレオソートは劇薬である」と主張。
木クレオソートと判明した後も、それがなお危険だとする論点は以下のとおりである。
化学混合物としてのクレオソート自体と主成分中最多の化合物であるグアヤコールは、医薬品服用量において劇薬指定されている。
消毒薬として広く用いられたフェノール、クレゾールとグアヤコールは皮膚に障害を与える毒性が知られている。
その他のキシレノールなどのフェノール類成分も人体に対して強い毒性・有害性を有するものが多い。
これらの主張に対して大幸薬品ではウェブサイトにおいて、日局木クレオソートが下痢症状に対して実際に作用するメカニズムや、発がん性がないこと、他に有名な止瀉薬の成分であるロペラミドと比較した場合の優位性を掲載している。
主成分である日局木クレオソート（木クレオソート）は、医療用医薬品としては歯科領域における鎮痛鎮静や根管の消毒用としてのみ許可されている。一方、一般用医薬品としては、下痢、消化不良による下痢、食あたり、はき下し、水あたり、くだり腹、軟便の効能が許可されている。木クレオソートは一般用医薬品として使用する場合の服用量では、殺菌作用ではなく腸内の過剰な水分分泌を抑制することと大腸の過剰な運動を正常化させることが明らかになってきている。

## 安全性への懸念と対応
2000年には民間団体の薬害オンブズパースン会議が、過剰服用後に腸管壊死を起こした臨床例があることなどを受けて、正露丸など木クレオソート製剤の常用量と中毒量の近さなどを問題視し、厚生省と製造販売各社に販売中止の要望書を提出した。これに対し厚生省は調査し問題があれば指導するとし、製造元は回答しなかった。その後大幸薬品は木クレオソートに関する学術論文の発表などを通じ、発がん性の否定、忍容性が高いこと、対照実験による有効性のエビデンス、腸の蠕動を止めずウイルスなどの自然排出を妨げないことなど、同団体が問題視していた同様の点についても見解を示したが、フェノール成分の腐食性により皮膚・粘膜への長時間接触に注意が必要であることは認めている。